# Stéphane Audran
Stéphane Audran —nacida como Colette Suzanne Dacheville— (Versalles, 8 de noviembre de 1932-27 de marzo de 2018) fue una actriz y narradora de audiolibros francesa, conocida por interpretaciones en películas ganadoras del Premio Oscar como El discreto encanto de la burguesía (1972) y El festín de Babette (1987) y en películas aclamadas por la crítica como Uno Rojo, división de choque (1980) y Violette Nozière (1978).

## Biografía
Se casó con el director y dramaturgo Claude Chabrol en 1964, tras un breve matrimonio con el actor francés Jean-Louis Trintignant, con el cual duró dos años (1954-1956) y la ruptura fue debido a que el actor se enamoró de Brigitte Bardot. Fruto de su matrimonio con Claude Chabrol —que terminó en 1980— fue el actor Thomas Chabrol (1963).
Audran obtuvo su principal papel en 1959, en la aclamada película Les Cousins, de Chabrol. Desde entonces actuó en la mayoría de las películas de este director. Entre las películas notables de Chabrol, protagonizadas por ella, en la que representaba al principal personaje femenino se encuentran La Femme Infidèle (1968), Les Biches (1968) como una lesbiana rica que se involucra en una relación sexual entre tres personas, Le Boucher (1970) como una profesora escolar que se enamora de un carnicero asesino, Juste Avant La Nuit (1971) y Violette Nozière (1978).
También actuó en películas de Éric Rohmer —Signe du Lion—, Jean Delannoy —La Peau de Torpedo—, Gabriel Axel —El festín de Babette, como la cocinera misteriosa, Babette—, Bertrand Tavernier —Coup de torchon, como la esposa del policía que se vuelve asesino en serie, Lucien Cordier— y Samuel Fuller —The Big Red One—. Entre las más celebradas de sus películas que no fueron dirigidas por Chabrol, están El discreto encanto de la burguesía (1972), ganadora del Óscar y dirigida por Luis Buñuel, en la que Stéphane encarnó el papel de Alice Senechal. Audran también actuó en producciones en lengua inglesa como The Black Bird (1975), y en películas de televisión como Brideshead Revisited (1982), Mistral's Daughter (1984) y The Sun Also Rises (1984).
Audran ganó un Premio César a la mejor actriz secundaria en Francia por su actuación en Violette Nozière y un premio de la Academia Británica de las Artes Cinematográficas y de la Televisión por Just Before Nightfall (1975).

## Premios y distinciones
Festival Internacional de Cine de San Sebastián
| Año  | Categoría                         | Película     | Resultado |
| ---- | --------------------------------- | ------------ | --------- |
| 1970 | Concha de Plata a la mejor actriz | El carnicero | Ganadora  |

Festival Internacional de Cine de Berlín
| Año  | Categoría                      | Película    | Resultado |
| ---- | ------------------------------ | ----------- | --------- |
| 1968 | Oso de Plata a la mejor actriz | Las ciervas | Ganadora  |